# John Buffum
John Buffum (Wallingford Center, 4 oktober 1945) is een Amerikaans voormalig rallyrijder.

## Carrière
John Buffum reed zijn eerste rally in 1964. Hij werd uiteindelijk een succesvol rijder in het Noord-Amerikaans kampioenschap (het zogenaamde SCCA ProRally), waarvan hij elf keer de titel op zijn naam schreef: in 1975, 1977, 1978, 1979, 1980, 1982, 1983, 1984, 1985, 1986 en 1987. In totaal won hij bij elkaar ook 117 nationale rally's. Buffum reed ook geselecteerde rally's in Europa, en werd daarin de enige Noord-Amerikaanse winnaar toen hij de Sachs Rally in West-Duitsland op zijn naam schreef in 1983, en in 1984 de Rally van Cyprus. Buffum nam ook deel aan enkele rondes van het Wereldkampioenschap rally. Hij behaalde daarin twee keer een podium resultaat als derde tijdens de Rally van de Verenigde Staten in 1986 en 1988.
Buffum is sinds eind jaren tachtig eigenaar van  Libra Racing, die door de jaren heen verschillende rallyauto's hebben geprepareerd die uitkomen in het Noord-Amerikaans kampioenschap. Hij heeft voor deze serie ook als consultant gediend voor de fabrieksteams van Hyundai en Subaru.

## Complete resultaten in het Wereldkampioenschap rally

### Overzicht van deelnames
| Seizoen | Inschrijving             | Auto                    | 1   | 2   | 3   | 4      | 5   | 6     | 7      | 8     | 9   | 10     | 11     | 12     | 13    | 14  | Pos. | Punten |
| ------- | ------------------------ | ----------------------- | --- | --- | --- | ------ | --- | ----- | ------ | ----- | --- | ------ | ------ | ------ | ----- | --- | ---- | ------ |
| 1973    | John Buffum              | Ford Escort RS1600      | MON | ZWE | POR | KEN    | MAR | GRI   | POL    | FIN   | OOS | ITA    | VST 4  | GBR    | FRA   |     | -    | -      |
| 1976    | English of Bournemouth   | Ford Escort RS1800      | MON | ZWE | POR | KEN    | GRI | MAR   | FIN    | ITA   | FRA | GBR NF |        |        |       |     | -    | -      |
| 1977    | John Buffum              | Triumph TR7             | MON | ZWE | POR | KEN    | NZL | GRI   | FIN    | CAN 4 | ITA | FRA    | GBR    |        |       |     | -    | -      |
| 1978    | John Buffum              | Triumph TR7 V8          | MON | SWE | POR | KEN    | GRI | FIN   | CAN NF | ITA   | IVK | FRA    |        |        |       |     | -    | -      |
| 1978    | Spantape / Louvercurtain | Ford Escort RS1800      |     |     |     |        |     |       |        |       |     |        | GBR NF |        |       |     | -    | -      |
| 1979    | John Buffum              | Triumph TR7 V8          | MON | ZWE | POR | KEN    | GRI | NZL   | FIN    | CAN   | ITA | FRA    | GBR NF | IVK    |       |     | -    | 0      |
| 1980    | John Buffum              | Triumph TR7 V8          | MON | ZWE | POR | KEN    | GRI | ARG   | FIN    | NZL   | ITA | FRA    | GBR NF | IVK    |       |     | -    | 0      |
| 1981    | John Buffum              | Triumph TR7 V8          | MON | ZWE | POR | KEN    | FRA | GRI   | ARG    | BRA   | FIN | ITA    | IVK    | GBR NF |       |     | -    | 0      |
| 1982    | John Buffum              | Audi quattro            | MON | ZWE | POR | KEN    | FRA | GRI   | NZL    | BRA   | FIN | ITA    | IVK    | GBR 12 |       |     | -    | 0      |
| 1983    | BF Goodrich Motorsport   | Audi quattro A2         | MON | ZWE | POR | KEN    | FRA | GRI   | NZL    | ARG   | FIN | ITA    | IVK    | GBR 6  |       |     | 28   | 6      |
| 1984    | BF Goodrich Motorsport   | Audi quattro A2         | MON | ZWE | POR | KEN    | FRA | GRI 5 | NZL    | ARG   | FIN | ITA    | IVK    | GBR NF |       |     | 25   | 8      |
| 1986    | John Buffum              | Audi Sport quattro      | MON | ZWE | POR | KEN    | FRA | GRI   | NZL    | ARG   | FIN | ITA    | IVK    | GBR    | VST 3 |     | 18   | 12     |
| 1987    | John Buffum              | Audi Coupé quattro      | MON | ZWE | POR | KEN    | FRA | GRI   | VST NF | NZL   | ARG | FIN    | ITA    | IVK    | GBR   |     | -    | 0      |
| 1988    | John Buffum              | Audi Coupé quattro      | MON | ZWE | POR | KEN    | FRA | GRI   | VST 3  | NZL   | ARG | FIN    | IVK    | ITA    | GBR   |     | 20   | 12     |
| 2000    | John Buffum              | Mitsubishi Lancer Evo V | MON | ZWE | KEN | POR 26 | SPA | ARG   | GRI    | NZL   | FIN | CYP    | FRA    | ITA    | AUS   | GBR | -    | 0      |

#### Noot
- Het Wereldkampioenschap rally concept van 1973 tot en met 1976, hield in dat er enkel een kampioenschap open stond voor constructeurs.
- In de seizoenen 1977 en 1978 werd de FIA Cup for Drivers georganiseerd. Hierin meegerekend alle WK-evenementen, plus 10 evenementen buiten het WK om.